# Puntius joaquinae
Puntius joaquinae és una espècie de peix cipriniforme de la família dels ciprínids.